# 寺田蘭世
寺田蘭世（日语：／ Terada Ranze */?，1998年9月23日—）是日本前偶像藝人，為女子偶像團體乃木坂46前成員，東京都出身。2013年以乃木坂46二期生身分出道。2021年12月12日自乃木坂46畢業，並退出演藝圈。

## 經歷
1998年9月23日，寺田出生於東京都，有一個妹妹和弟弟。小時候被誤解是個很可怕的孩子，從來不去公園，總是自己一個人玩。
小學時因為喜歡偶像去參加了AKB48的握手會，在握手會上被説和齋藤飛鳥長得很像而對乃木坂46產生了興趣。
2013年3月28日，參加乃木坂46二期生的徵選合格，最終審查演唱的歌曲是走廊奔跑隊的《完美的Gu字音》（完璧ぐ～のね）。參加徵選的理由是「如果我不擅長學習或運動的話，那我就去做別人做不到的事。因為我想成為一個能給很多人希望和勇氣的人」。5月6日，於赤坂ACT劇場舉行的舞台劇《16人的主角deux》東京公演中首次亮相。7月6日，以研究生身份在乃木坂46官方博客發表其首篇文章。8月14日，在幕張展覽館舉行的《Girls' Rule》全國握手會中，首次在粉絲面前演唱歌曲
2015年2月2日，寺田在乃木坂46官方網站的個人網誌開通。2月22日，在「乃木坂46 3rd YEAR BIRTHDAY LIVE」中，獲宣布升格為正式成員。3月18日發行的乃木坂46第11張單曲《生命如此美好》的的收錄曲《邊界》中首次擔任歌曲的Center。11月4日，寺田開始在《日刊體育》撰寫名為「蘭世的苦悶新聞」（らんぜのNEWSがとまらんぜ）的專欄，該專欄其後在同月6日起逢星期五連載。
2016年4月6日，與衛藤美彩和北野日奈子共同成為日本女子候補代表隊的官方支持者。11月9日發行的乃木坂46第16張單曲《再見的意義》的Under曲《鞦韆》中擔任Center。12月7日、9日舉辦的「Merry Xmas Show 2016〜Under 單獨公演〜」中擔任座長。
2017年1月29日，於乃木坂46的冠名節目《乃木坂工事中》中公布第17張單曲《大影響家》的選拔成員名單，寺田首次進入選拔。2月28日，與伊藤萬理華、北野日奈子、齋藤飛鳥、堀未央奈、星野南一同獲選為「坂道AKB」，演唱AKB48第47張單曲《Shoot Sign》的收錄曲《你最愛的 是誰？》。7月，登上時尚雜誌《melt KAWAII FASHION BOOK》（寶島社）的封面，為寺田首次擔任雜誌封面人物。
2018年3月12日，於乃木坂46的冠名節目《乃木坂工事中》中公布第20張單曲《同步巧合》的選拔成員名單，寺田相隔一年後再度進入選拔。6月和9月上演的《乃木坂46版音樂劇 美少女戰士》，在劇中飾演火野麗。
2019年1月11日，與齋藤飛鳥、伊藤純奈、佐佐木琴子、鈴木絢音、梅澤美波、田村真佑在乃木神社一起舉行成人式。5月29日發行的乃木坂46第23張單曲《Sing Out!》的Under曲《飛機跑道》，由寺田擔任Center。
2020年9月23日，在22歳生日當天，開設個人Instagram帳號。
2021年2月27日，在《乃木坂嘗試中》中首次擔任MC。9月17日，於乃木坂46官方YouTube頻道公開的紀錄片《Documentary of Ranze Terada》預告篇中宣布畢業。9月22日發行的乃木坂46第28張單曲《被你罵了》的Under曲《機關槍雨》，由寺田擔任Center。10月28日，參加「乃木坂46 28thSG Under Live」，為寺田以乃木坂46成員身分最後一次參與的演唱會。11月8日，在官方部落格上表示畢業後將退出演藝圈。11月9日，發行個人第一本寫真集《為什麼無法忘記呢？》（なぜ、忘れられないんだろう？），分別於神戶、淡路島、鳴門、鳥取拍攝，以2.3萬銷量取得Oricon公信榜書籍週榜寫真集部門及綜合部門第一位。12月12日，參加乃木坂46第28張單曲《被你罵了》的線上見面會後，正式從乃木坂46畢業，同時自演藝圈引退。12月13日深夜播出的《乃木坂工事中》後，寺田作為乃木坂46成員的活動也全部結束。
2022年2月1日，寺田位於乃木坂46內的部落格正式關閉。
2023年3月16日，在個人Instagram上宣布開設選物精品店「HONEY ROSIE HOUSE」。

## 個人生活
寺田的暱稱為蘭世（らんぜ）和蘭蘭（らんらん），興趣是看寶塚歌劇團、追求時尚和觀察人群。她亦有跳呼拉圈舞的技能。

## 音樂作品
- 標註「★」符號表示該首歌曲有拍攝MV。

### 單曲
乃木坂46
|      | 發行日期         | 單曲名稱              | 參與歌曲名稱           | MV | 備註            |
| ---- | ---------------- | --------------------- | ---------------------- | -- | --------------- |
| 11th | 2015年03月018日  | 生命如此美好          | 邊界                   | ★  | 出道作品 Center |
| 12th | 2015年07月022日  | 太陽敲敲門            | 離別時，更喜歡你       | ★  |                 |
| 13th | 2015年010月028日 | 此刻，想說話的對象    | 嫉妒的權利             | ★  |                 |
| 13th | 2015年010月028日 | 此刻，想說話的對象    | 成為大人的捷徑         | ★  | 五星組          |
| 14th | 2016年03月023日  | 當春紫苑盛開時        | 不等號                 | ★  |                 |
| 15th | 2016年07月027日  | 赤腳Summer            | 秘密塗鴉               | ★  |                 |
| 15th | 2016年07月027日  | 赤腳Summer            | 白米大人               | ★  | 沙友蘋果軍團    |
| 16th | 2016年011月09日  | 再見的意義            | 鞦韆                   | ★  | Center          |
| 16th | 2016年011月09日  | 再見的意義            | 無法獻給你的花         | ★  |                 |
| 17th | 2017年03月022日  | 大影響家              | 大影響家               | ★  | 選拔            |
| 18th | 2017年08月09日   | 蜃景                  | Under                  | ★  |                 |
| 18th | 2017年08月09日   | 蜃景                  | 現場之神               | ★  |                 |
| 19th | 2017年010月011日 | 及時行事              | My rule                | ★  |                 |
| 20th | 2018年04月025日  | 同步巧合              | 同步巧合               | ★  | 選拔            |
| 20th | 2018年04月025日  | 同步巧合              | 星探                   | ★  |                 |
| 21st | 2018年08月08日   | 以自我為中心！        | 三角空地               | ★  |                 |
| 22nd | 2018年011月014日 | 想繞遠路回家          | 日常                   | ★  |                 |
| 22nd | 2018年011月014日 | 想繞遠路回家          | 不成眠的商隊           | ★  |                 |
| 23rd | 2019年05月029日  | Sing Out!             | 飛機跑道               | ★  | Center          |
| 24th | 2019年09月04日   | 黎明來臨前無須逞強    | 〜Do my best〜沒有意義 | ★  |                 |
| 25th | 2020年03月025日  | 幸福的保護色          | Anastasia              | ★  |                 |
| 26th | 2021年01月027日  | 我會喜歡上自己的      | 不值一提的KISS         | ★  |                 |
| 27th | 2021年06月09日   | 對不起Fingers crossed | 生鏽的羅盤             | ★  |                 |
| 28th | 2021年09月022日  | 被你罵了              | 機關槍雨               | ★  | Center          |
| 28th | 2021年09月022日  | 被你罵了              | 熟悉的陌生人           |    |                 |

1. ↑  站位依據官方MV及演唱會正式呈現為參考依據。

其他
| 發行日期                                    | 單曲名稱              | 參與歌曲名稱    | MV | 備註                                                       |
| ------------------------------------------- | --------------------- | --------------- | -- | ---------------------------------------------------------- |
| 2014年11月26日                              | 希望無限              | 風的螺旋        | ★  | 小嶋坂46                                                   |
| 2017年3月15日                               | Shoot Sign            | 你最愛的 是誰？ | ★  | 坂道AKB                                                    |
| 2016年12月7日                               | 明明應該最討厭了 （大嫌いなはずだった。） | —               |    | HoneyWorks meets 沙友蘋果軍團 + 真夏尊敬軍團 from 乃木坂46 |
| 2020年6月17日（日本） 2020年6月24日（海外） | 世界中的鄰居啊        | —               | ★  | 下載限定歌曲                                               |

### 專輯
乃木坂46
|           | 發行日期        | 專輯名稱                       | 參與歌曲名稱       | 備註         |
| --------- | --------------- | ------------------------------ | ------------------ | ------------ |
| 01st      | 2015年1月7日    | 透明色                         | 傾斜               | 小嶋坂46     |
| 01st      | 2015年1月7日    | 透明色                         | 自由的彼方         |              |
| 02nd      | 2016年05月025日 | 屬於我們的位子                 | 刨冰的單戀         |              |
| 03rd      | 2017年05月024日 | 最初的夢想                     | 跳傘               |              |
| 03rd      | 2017年05月024日 | 最初的夢想                     | 指定溫度           |              |
| 03rd      | 2017年05月024日 | 最初的夢想                     | 棉屑               |              |
| Under專輯 | 2018年01月10日  | 我專屬的你～Under Super Best～ | 自戀海灘           |              |
| Under專輯 | 2018年01月10日  | 我專屬的你～Under Super Best～ | 那個女人           | Center       |
| Under專輯 | 2018年01月10日  | 我專屬的你～Under Super Best～ | 比誰都想陪在你身邊 |              |
| 04th      | 2019年04月017日 | 直到此刻化成回憶               | 沙友蘋果募集中     | 沙友蘋果軍團 |
| 04th      | 2019年04月017日 | 直到此刻化成回憶               | 即刻〜殘美傳説〜   |              |
| 精選輯    | 2021年12月15日  | Time flies                     | 緩綻之花           | [ 參 1 ]     |

1. ↑  專輯發行時已自乃木坂46畢業。

## 演出作品

### 電視劇
- 初森BEMARS（初森ベマーズ；2015年7月11日－9月26日，東京電視台）：飾演 夕張（ユーバリ）[58]
- 殘美（；2019年1月24日－3月28日，日本電視台）：飾演 榊瀨奈[59]

### 綜藝節目
- 乃木坂嘗試中（2021年2月27日－11月27日，TBS電視台1）- 主持人[36]

### 舞台劇
- 乃木坂46版音樂劇 美少女戰士（2018年6月8日－24日，天王洲 銀河劇場／9月21日－30日，赤坂ACT劇場）：飾演 水手火星／火野小麗（Team STAR）[60]

## 書籍

### 寫真集
- 為什麼無法忘記？（なぜ、忘れられないんだろう？；2021年11月9日，集英社）[61][62]

### 報章專欄
- 蘭世的苦悶新聞（らんぜのNEWSがとまらんぜ；2015年11月6日－2020年11月15日，日刊體育）[63]

## 外部連結
- 寺田蘭世的Instagram帳戶（2020年9月23日－）（日語）
- HONEY ROSIE HOUSE （页面存档备份，存于）（日語）
  - HONEY ROSIE HOUSE的Instagram帳戶（日語）
  - HONEY ROSIE HOUSE - Note（日語）

乃木坂46時期
- 乃木坂46 寺田蘭世 官方簡介（2013年3月28日－2022年2月1日）（日語）
- 乃木坂46 寺田蘭世 官方部落格（日語）（2015年2月2日－2022年2月1日）
- 乃木坂46寺田蘭世1st寫真集【公式】的X（前Twitter）（2021年8月26日－）（日語）
- 寺田 蘭世（乃木坂46）的SHOWROOM專頁（页面存档备份，存于）（日語）
- 蘭世的苦悶新聞（页面存档备份，存于） - 日刊體育（日語）